# مهدي بودار
مهدي بودار (مواليد 2 مارس 1980 في عنابة ) لاعب كرة قدم جزائري. يلعب حاليًا مع اتحاد عنابة في الرابطة الجزائرية المحترفة الثانية لكرة القدم.

## مع النوادي
في صيف 2010، وقع بودار عقدًا لمدة عامين مع شبيبة بجاية، لينضم إليهم في انتقال حر من اتحاد عنابة.

## دوليًا
في 16 أبريل 2008، استدعي بودار للمنتخب الجزائري أ للمباراة التأهيلية لبطولة أمم إفريقيا 2009 ضد منتخب المغرب. ظهر لأول مرة دوليًا كبديل في الدقيقة 86 من مباراة الإياب في فاس.

## روابط خارجية
- مهدي بودار على موقع قاعدة بيانات كرة القدم.إي يو (الإنجليزية)
- مهدي بودار على موقع Soccerway.com (الإنجليزية)